# ضفدع الشجر الرمادي
ضفدع الشجر الرمادي (بالإنجليزية: Gray tree frog) (باللاتينية: Hyla versicolor) هو نوع من الضفادع المتنقلة بين الشجر. موطِنها الأصلي في شرق الولايات المتحدة وشمال شرق كندا.

## الوصف
كما يوحي الاسم العلمي، فهي ضفادع ذات لون رمادي، كما أنها مُتغيرة في اللون بِسبب قُدرَتِها على التمويه من اللون الرمادي إلى اللون الأخضر، وهذا يتوقف على لون المكان الموجودة فيه، وتتفاوت درجات اللون. كما يُمكن أن يَتغير قريباً من اللون الأبيض وقريبا من اللون الأسود. مُعدل سرعة تغيير اللون يكون أبطأ من الحرباء. الأنثى لا يَصدر مِنها نقيق، وتملك حَلّْق أبيض. أما الذكور فتُصدِر نقيق، ولها حلق أسود أو رمادي. الأنثى هي عادةً ما تكون أكبر من الذكور.
يُعتبر هذا النوع من الضفادع صغير نسبياً بالمقارنة مع أنواع الضفادع الأخرى في أمريكا الشمالية، ويكون طولها عادةً بما لا يزيد عن (3.8 - 5.1 سم). بشرتهم لديها نسيج عقدي، مما يُعطيها مَظهر ثُؤْلولِيّ (مليئ بالبثور). فهي لا يمكن تمييزها تقريباً عن ضفدع الشجر الرمادي كوبيه (باللاتينية: Hyla chrysoscelis). والفرق الوحيد الملاحظ بسهولة يكون بالنقيق للتواصل فيما بينهم، حيثُ النقيق في ضفدع الشجر الرمادي كوبيه يكون أقصر وأسرع. يَملُك ضفدع الشجرة الرمادي 48 كروموسوم (4N)، ويُسمى رباعي الصِيغة الصبغية في الأوساط العلمية.

## التوزيع والموطن
ضفدع الشجر الرمادي ينتشر بشكل واسع، ويُمكن العثور عليها في معظم النصف الشرقي من الولايات المتحدة، إلى الغرب حتى وسط ولاية تكساس. وينتشر مداها أيضاً إلى كندا بمقاطعة كيبك، وأونتاريو ومانيتوبا وبشكل منفصل في نيو برونزويك.
ضفدع الشجر الرمادي يُمكن أن يبقى على قيد الحياة رغم تجمد السوائل في جسمه، حيث قادر على الحياة حتى درجة حرارة -8 °C.

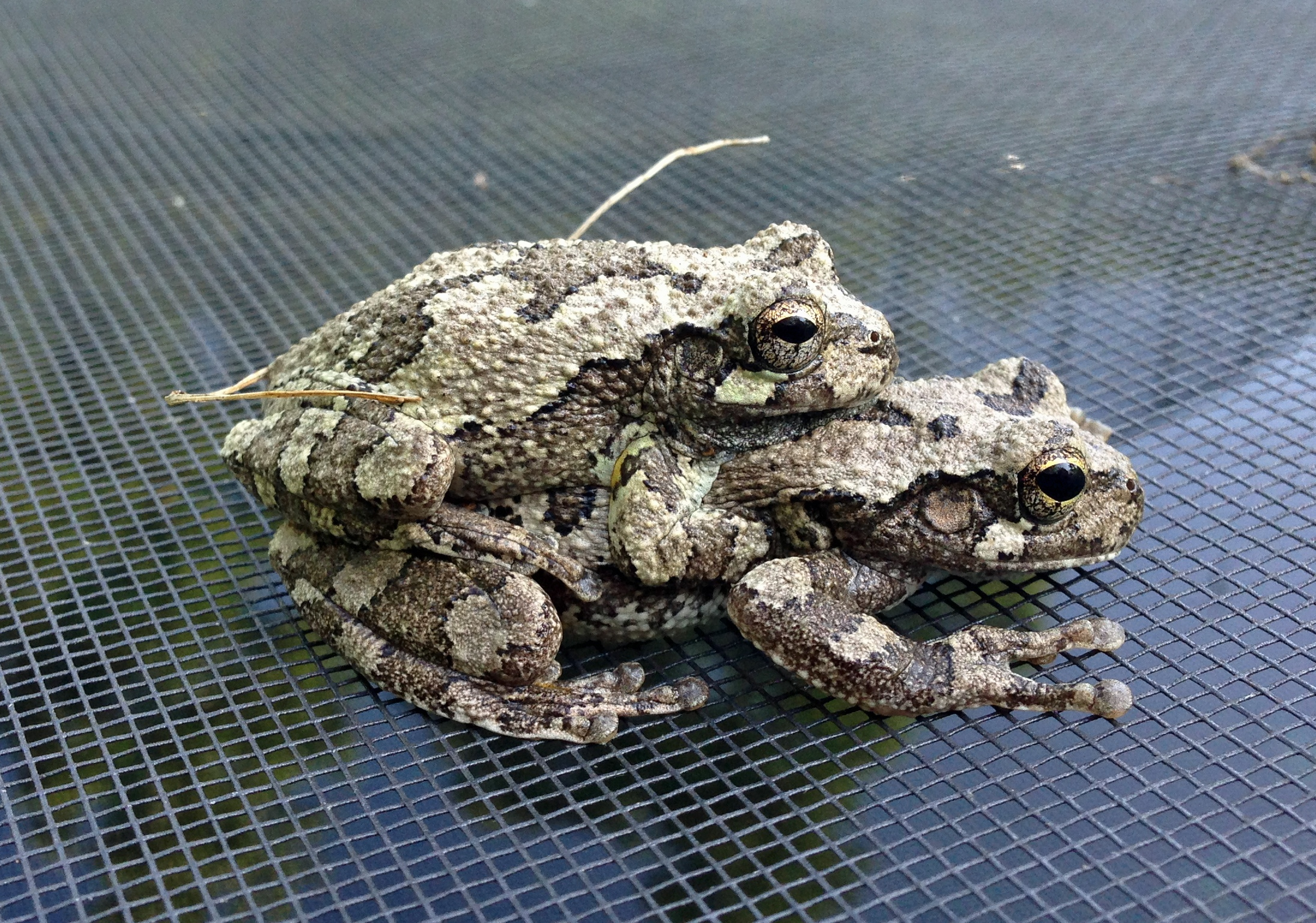
تزاوج بين زوجين من ضفادع الشجر الرمادي

ضفدع الشجر الرمادي هو الأكثر شيوعاً في مناطق الغابات، كما أنه شجري للغاية. وكثيراً ما تُسمع أصواتهم في المناطق السكنية الريفية في الساحل الشرقي والغرب الأوسط. ويفضلون أن تتكاثر في أحواض الغابات شبه الدائمة والفارغة من الأسماك، وتوضع أيضاً في المستنقعات والبرك الربيعية، والأحواض التي من صُنع الإنسان النوافير والحدائق المائية، وحتى في مياه الأمطار وأحواض السباحة.

## التزاوج
نداءات التزاوج أكثر شيوعاً في الليل، ولكن الأفراد كثيراً ما يطلقون أصواتهم خلال النهار رداً على أصوات الرعد أو عند سماع أصوات عالية أخرى.